# 삼인호객
"삼인호객"은 한국에서 제작된 정진우 감독의 1977년 영화이다. 장일도 등이 주연으로 출연하였고 정진우 등이 제작에 참여하였다.

## 출연

### 주연
- 장일도
- 여수진

## 기타
- 조명: 이민부
- 미술: 이봉선